# Rudá vlajka
Rudá vlajka (čínsky pchin-jinem Hóngqí, znaky zjednodušené 红旗) byl časopis, který vydávala Komunistická strana Číny.

## Historie
Časopis byl založen v roce 1958 v období velkého skoku vpřed. Název časopisu dal Mao Ce-tung. Časopis byl nástupcem časopisu Süe-si. Šéfredaktorem časopisu byl Čchen Po-ta. V roce 1966 založil Pol Pot v Kambodži po vzoru Rudé vlajky podobný časopis.
V 60. letech minulého století dočasně přestal vycházet, ale v roce 1968 byl opět obnoven. Od roku 1958 do roku 1979 vycházel s měsíční periodicitou. Od roku 1980 do roku 1988 vycházel dvakrát měsíčně.
Časopis se zabýval teoretickými argumenty, které strana podpořila. Uveřejňoval také články o názorech strany na komunistické strany v jiných zemích. Například v březnu 1963 byl podrobně rozebrán a zhodnocen projev Palmira Togliattiho, vůdce Italské komunistické strany.
V květnu 1988 čínští úředníci oznámili, že časopis nebude vydáván. Nakonec přestal vycházet v červnu 1988 a jeho nástupcem se stal časopis Čchiou-š'.